# 红脚鲣鸟
红脚鲣鸟（學名：Sula sula）是鰹鳥科下的一種大型海鳥。善於飛行，但在起飛及降落時卻並不靈活。

## 描述
红脚鲣鸟是鰹鳥屬中体型最小的成員，全長約70cm及137cm的翼展。兩翅狹長，帶黑褐色。尾巴短小呈楔形。喙部粗壯，灰藍色及圓錐形，喙緣鋸齒狀。腳紅色，四趾向前，趾間蹼發達。這種鳥有兩種不同的羽毛色種，分別是白色種及棕色種。白色種全身白色，僅在飛羽上呈黑色；棕色種除了腹部、臀部及尾部為白色外，其餘部分均為棕色。兩者在同一地區內均有出沒，例如在其中一個繁殖地托巴哥島就同時有兩者存在。兩性差別不大，幼鳥則呈灰棕色及有粉紅色的腳。

## 分佈
红脚鲣鸟廣泛分佈於太平洋、印度洋及澳洲等溫帶及熱帶地區附近的海島上。在80年代以前在西沙群島有分佈，但其後因過度捕獵及巢穴被毀後已在西沙群島上近乎絕跡。

## 繁殖
在全球多個溫帶及熱帶地區的海島上繁育。在冬季也僅在海上渡過，因此甚少在非繁殖地上出現。常在矮灌木及小喬木上結群營巢，一棵樹上就有4至5個巢。以樹枝、野草及海草等築起簡單而大的巢，呈平台狀或盤狀。每窩有卵1至2枚，一般為1枚。經過44至46天的孵化期後，親鳥便交替覓食，但不以捕得之魚喂食，而是反芻胃內的食糜作為食物。約三個月後幼鳥才會試飛，但一般在五個月後才開始長途飛行。
雙親會共渡好幾個寒暑才分開，而且會展示出多樣的敬禮儀式，如粗獷的瓜瓜叫聲及雄鸟會展示其藍色喉囊等。

## 飲食
與其他鰹鳥一樣，紅腳鰹鳥也是潛水高手。常在海平面上低飛，一旦發現獵物後即收翅及高速直插水中捕食獵物。主食魚類及魷魚等。

## 圖庫

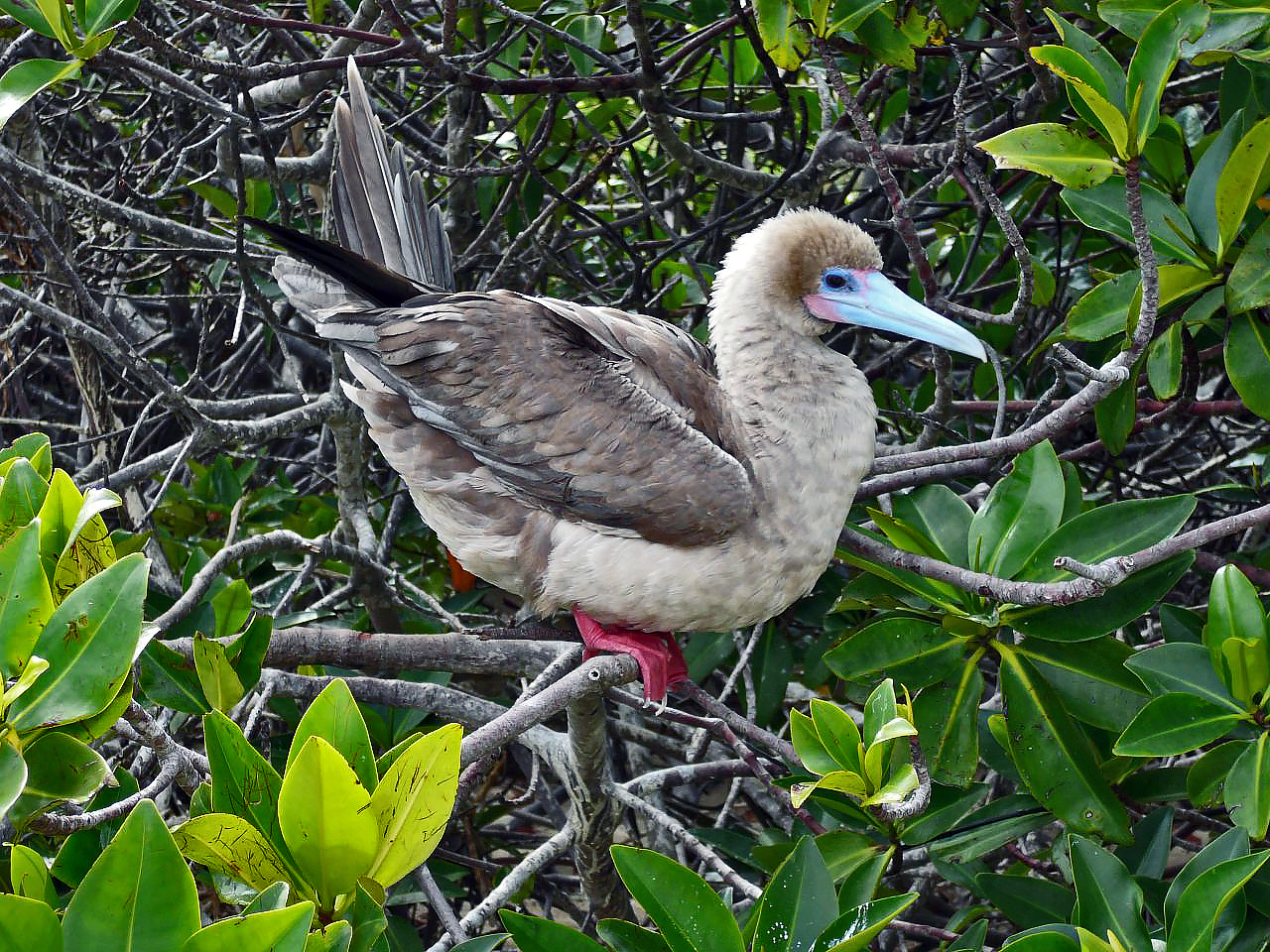
棕色種，攝於加拉巴哥群島
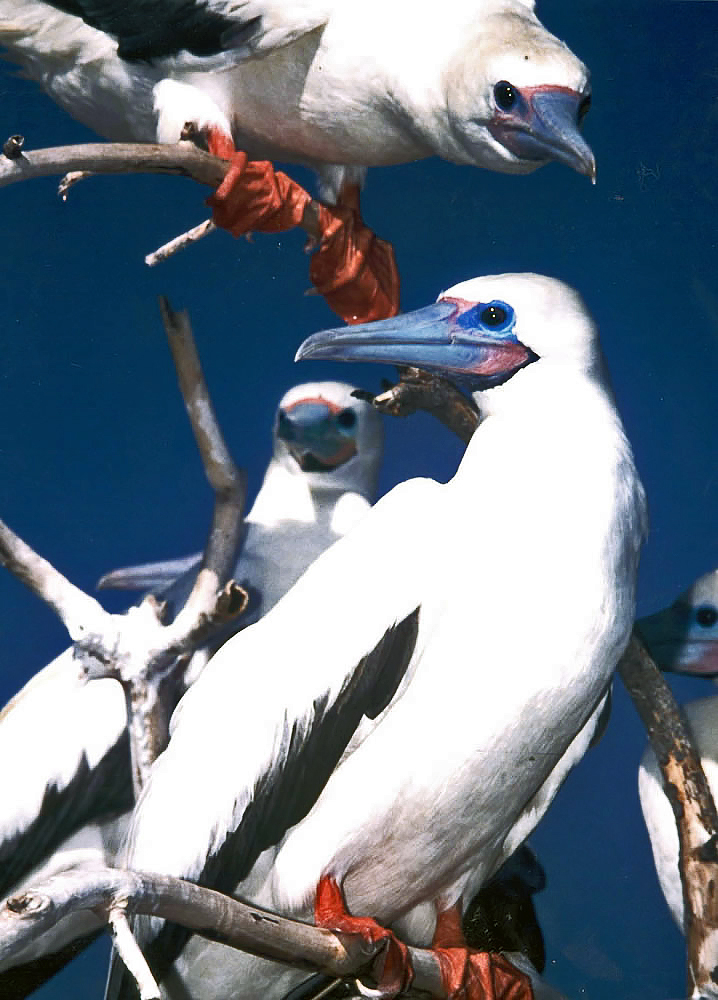
白色種，攝於帕邁拉環礁
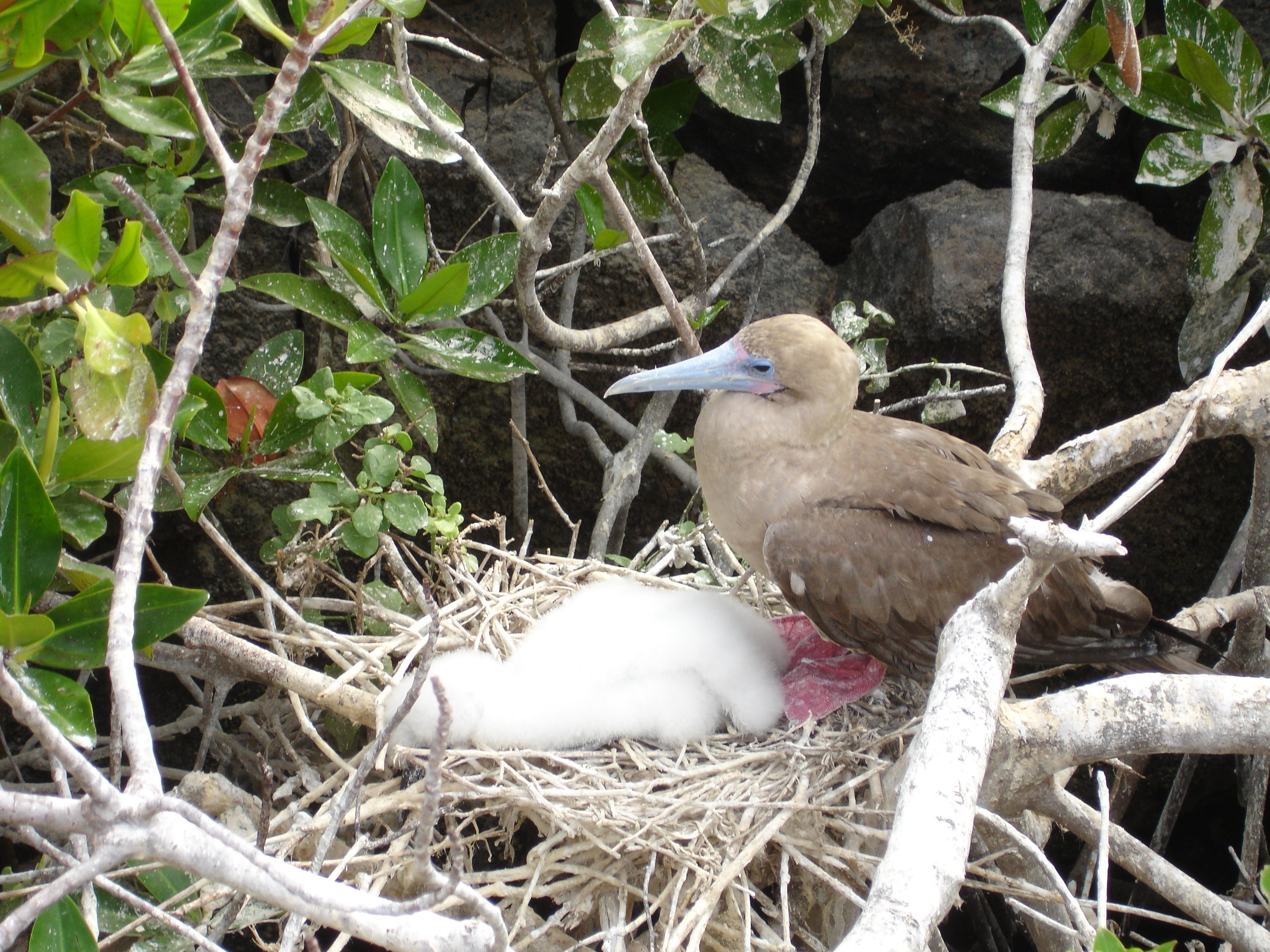
在巢的成鳥及鶵鳥
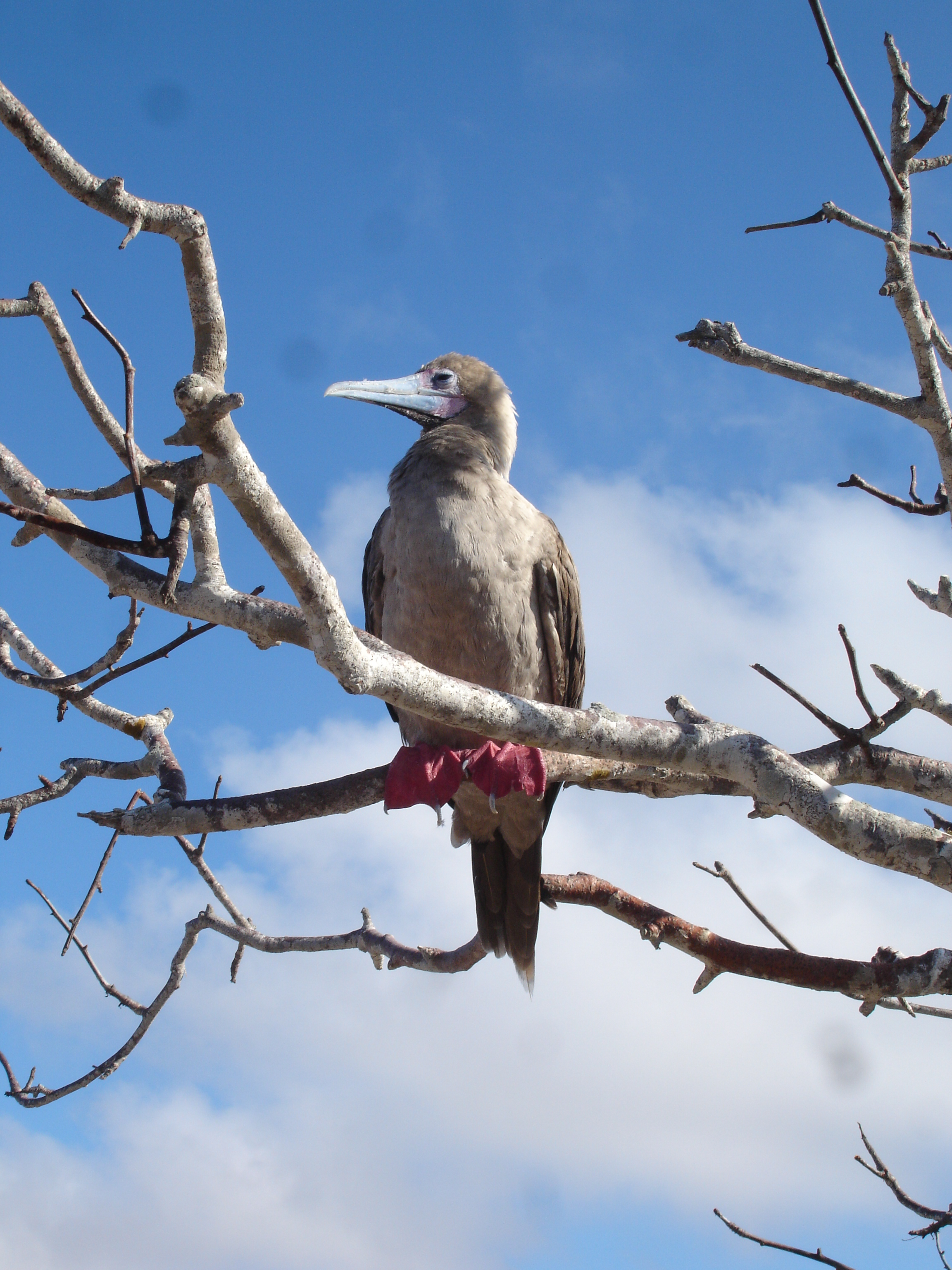
站在樹上的紅腳鰹鳥
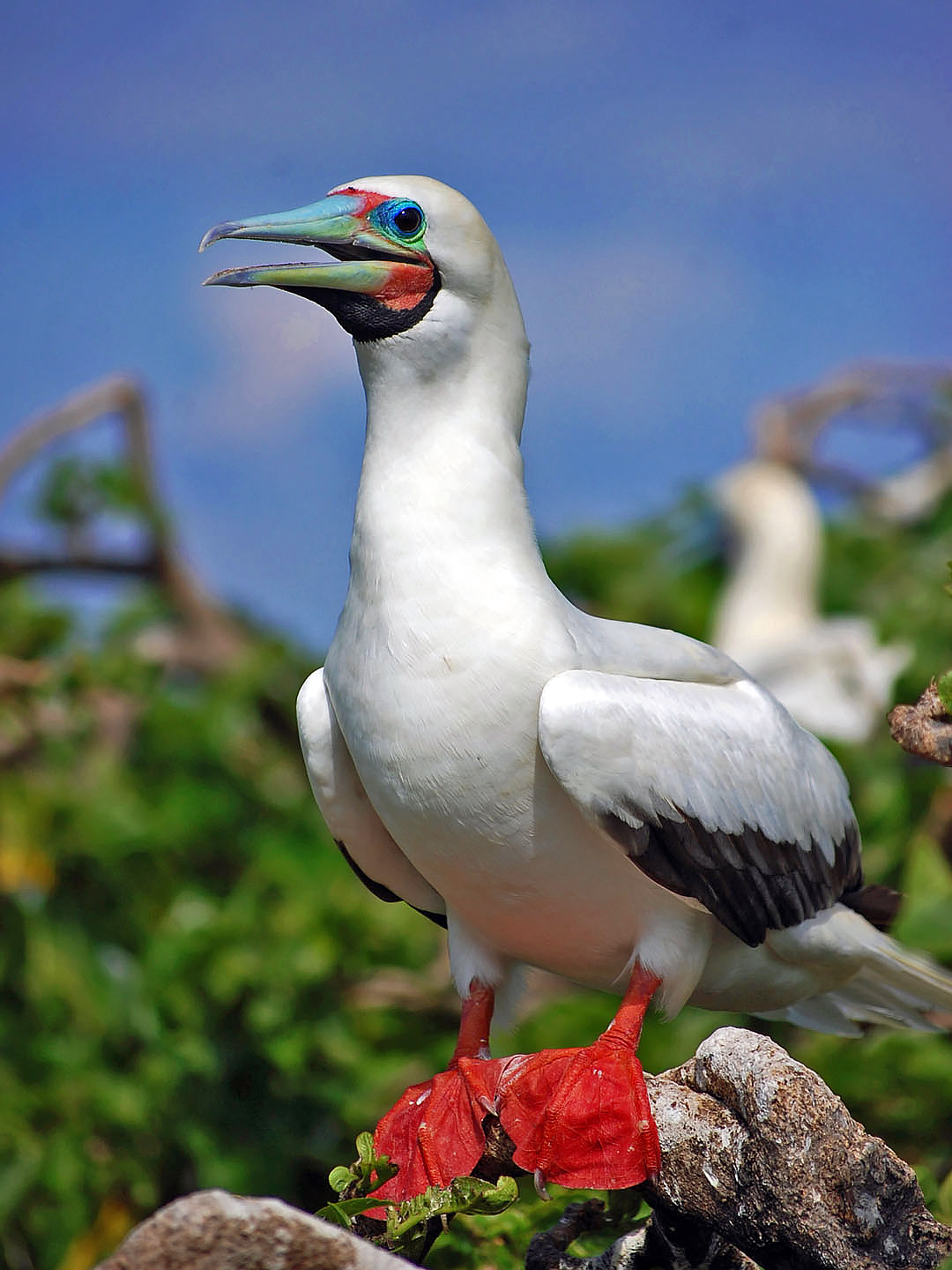
白色種，攝於菲律賓
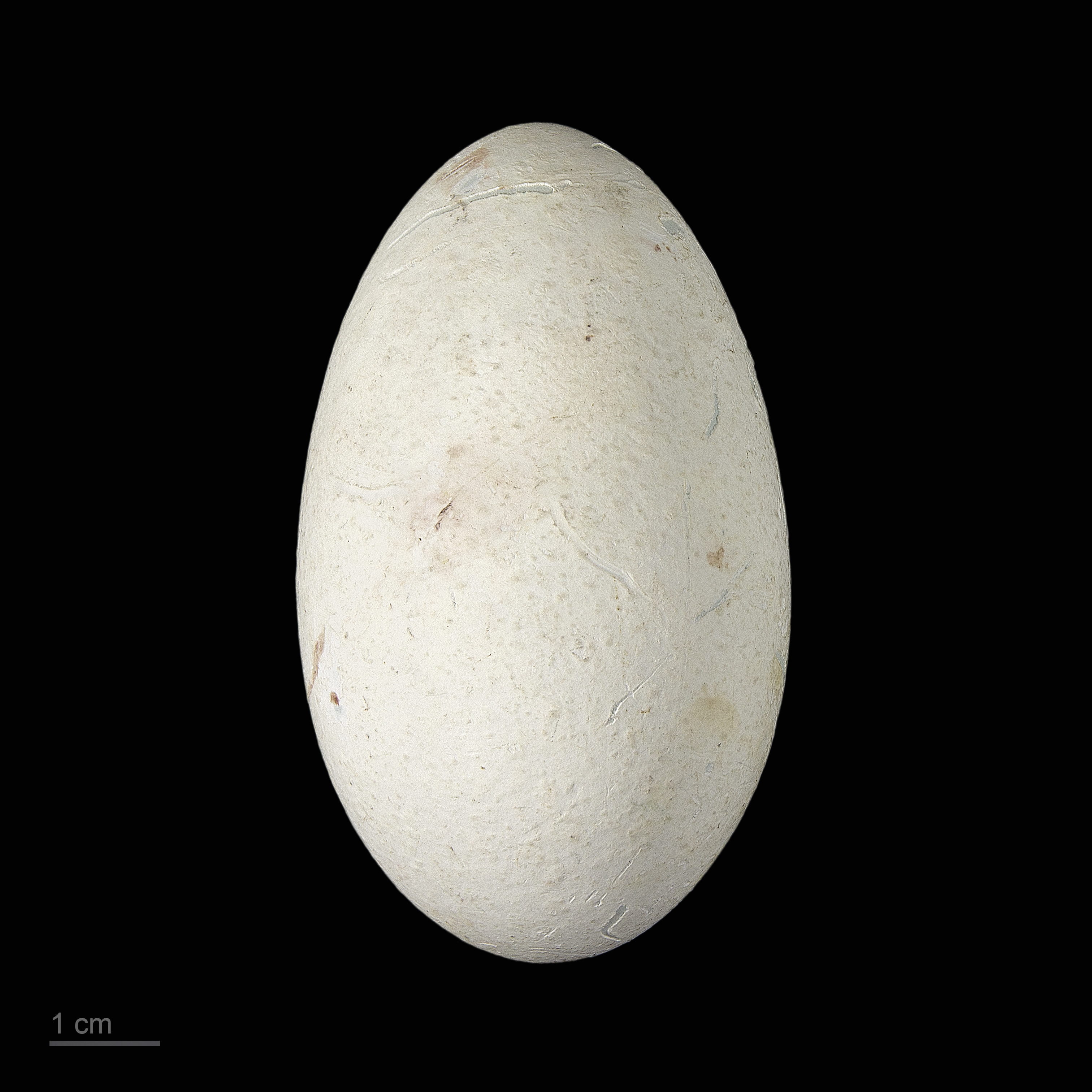
Museum specimen

## 外部連結
- 紅腳鰹鳥的圖片 （页面存档备份，存于）